# Îngeri în America (serial)
Îngeri în America este o miniserie americană marca HBO din 2003, regizată de Mike Nichols și bazată pe piesa de teatru omonimă de Tony Kushner, premiată cu Pulitzer în 1991. Plasat în 1985, programul TV se învârte în jurul a șase newyorkezi ale căror vieți se intersectează. În esența sa, este povestea fantastică a lui Prior Walter, un bărbat homosexual care trăiește cu SIDA, și care este vizitat de un înger. Filmul explorează o mare varietate de teme, inclusiv politica din epoca Reagan, răspândirea epidemiei de SIDA, și climatul social și politic în rapidă schimbare.

## Acțiune

### Millennium Approaches
În America anului 1985, Ronald Reagan se află la Casa Albă, iar SIDA provoacă moarte în masă în rândul bărbaților homosexuali. În Manhattan, Prior Walter îl anunță pe Louis, iubitul său de patru ani, că are SIDA; Louis, incapabil să facă față situației, îl părăsește. În timp ce boala și singurătatea îl distrug pe Prior, vina îl invadează pe Louis. Joe Pitt, un avocat mormon și republican, este împins de către Roy Cohn, un politician manipulator de dreapta, să obțină o slujbă la Departamentul de Justiție al SUA. Atât Pitt, cât și Cohn sunt, în secret, homosexuali. Pitt se ascunde din rușine și din cauza tulburărilor religioase, iar Cohn pentru a-și păstra puterea și imaginea. Soția lui Pitt, Harper, se droghează cu Valium, ceea ce o face să aibă halucinații constante, și tânjește să scape de căsnicia ei lipsită de iubire și sex. Un înger cu motive ascunse îi poruncește lui Prior să devină profet.

### Perestroika
Prior este ajutat în decizia sa de mama lui Joe, Hannah, și de Belize, un prieten apropiat ce este drag queen. Joe își părăsește soția și se duce să locuiască cu Louis, dar relația nu funcționează din cauza diferențelor ideologice. Roy este diagnosticat cu SIDA și, pe măsură ce viața lui se apropie de sfârșit, este bântuit de fantoma lui Ethel Rosenberg. În final, sufletele pierdute ale protagoniștilor se reunesc pentru a crea legături de dragoste, descoperind iertarea și depășind abandonul.

## Distribuție
- Al Pacino ca Roy Cohn
- Meryl Streep ca Hannah Pitt / Ethel Rosenberg / rabinul Isidor Chemelwitz / îngerul Australia
- Patrick Wilson ca Joe Pitt
- Mary-Louise Parker ca Harper Pitt
- Emma Thompson ca sora Emily / Femeia fără adăpost / îngerul America
- Justin Kirk ca Prior Walter / Bărbatul homosexual din parc
- Jeffrey Wright ca Mr. Lies / Norman „Belize” Arriaga / Bărbatul fără adăpost / îngerul Europa
- Ben Shenkman ca Louis Ironson / îngerul Oceania
- Brian Markinson ca Martin Heller
- James Cromwell ca Henry, doctorul lui Roy
- Michael Gambon ca Fantoma no. 1
- Simon Callow ca Fantoma no. 2
- Robin Weigert ca Femeia mormonă

## Coloana sonoră
Coloana sonoră a serialului, semnată de Thomas Newman, a fost nominalizată la premiul Grammy pentru cel mai bun album de coloană sonoră pentru un film, televiziune sau alte mijloace vizuale.

## Producția

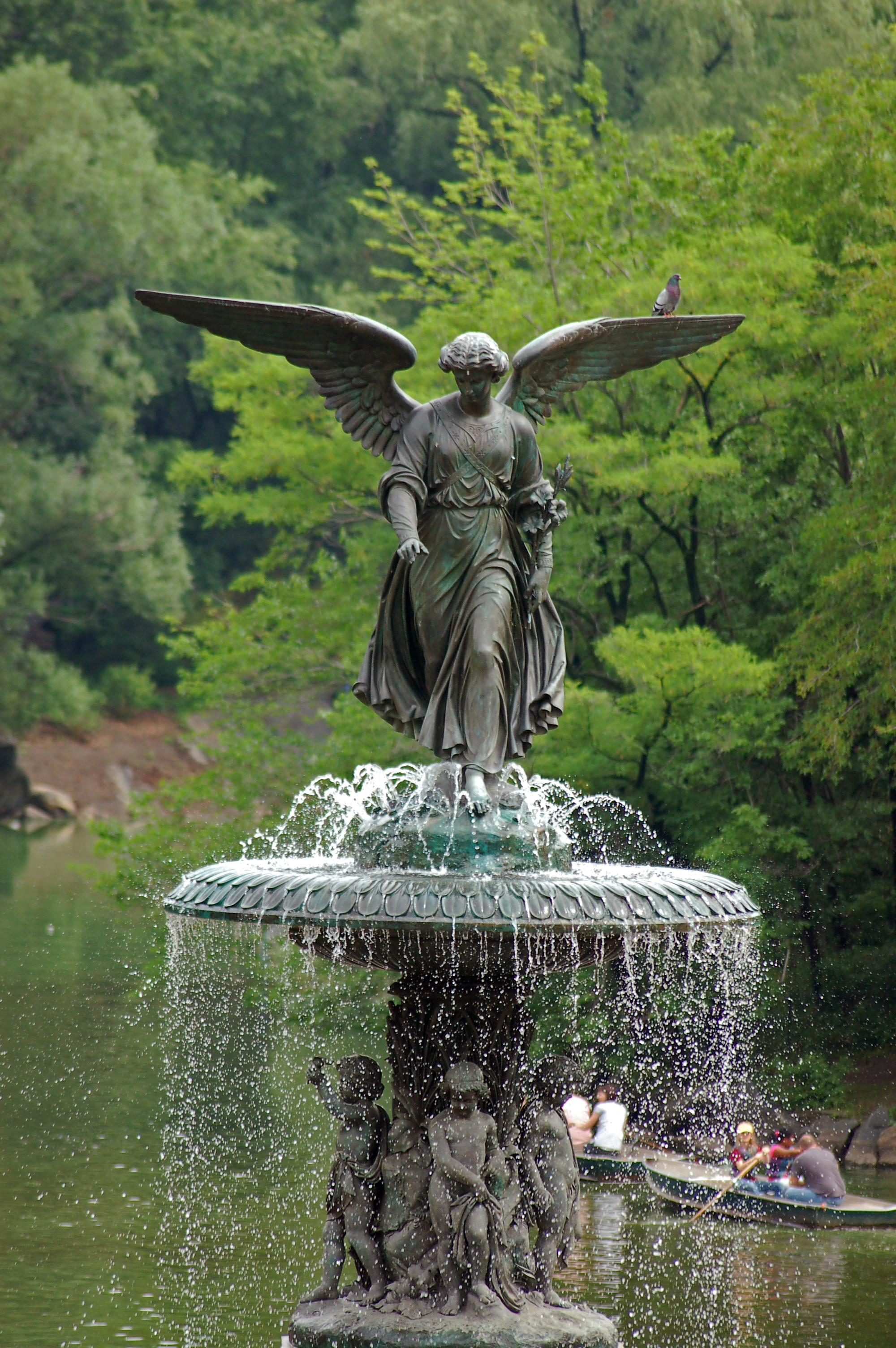
Fântâna Bethesda din Central Park, unde multe dintre scene au fost filmate. Îngerii sunt un simbol folosit pe tot parcusul serialului.

Cary Brokaw, producătorul executiv al serialului, a lucrat timp de peste zece ani pentru a aduce pe micile ecrane piesa de teatru din 1991, după ce a citit-o pentru prima dată în 1989. În 1993, Al Pacino s-a angajat să joace rolul lui Roy Cohn. Între timp, mai mulți regizori, printre care Robert Altman, au făcut parte din proiect. Altman a lucrat la serial în 1993 și 1994, înainte ca și constrângerile bugetare să îl forțeze să renunțe, deoarece puține studiouri puteau risca să producă două filme succesive de 150 de minute la un cost de 40 de milioane de dolari. Ulterior, Kushner a încercat să strecoare piesa de teatru într-un lungmetraj, încercare la care a eșuat în cele din urmă, realizând că era „literalmente prea multă acțiune”, și s-a mulțumit cu formatul de miniserie TV. În timp ce Kushner a continuat să adapteze piesa până la sfârșitul anilor 1990, HBO Films a intervenit ca producător, alocând un buget de 60 de milioane de dolari.
Brokaw i-a predat scenariul lui Mike Nichols în timp ce lucra cu acesta la Wit (2001), cu Emma Thompson, care a coadaptat și piesa de teatru cu același titlu. Distribuția principală, printre care se numără Meryl Streep, Pacino și Thompson, a fost adunată instantaneu de acesta.

## Critici și premii
Îngeri în America a fost cel mai vizionat film TV din 2003, și a fost foarte apreciat de critici, primind numeroase distincții. 
The New York Times a scris că „versiunea pentru televiziune a lui Mike Nichols este o operă de artă în sine.” Potrivit unei recenzii din The Boston Globe, „regizorul Mike Nichols și o distribuție magnifică, în frunte cu Meryl Streep, au reușit să scoată un film de televiziune captivant și revelator din lucrarea premiată cu Tony și Pulitzer” și „a reușit să facă Îngeri în America să prospere pe micul ecran...”.
La cea de-a 56-a ediție a Premiilor Primetime Emmy, serialul a devenit primul dintre cele doar trei programe din istorie (alături de Schitt's Creek în 2020 și The Crown în 2021) care a luat toate categoriile majore eligibile și a câștigat toate cele patru categorii de interpretare. De asemenea, a câștigat în toate cele cinci categorii eligibile la cea de-a 61-a ediție a Premiilor Globul de Aur. În 2006, The Seattle Times a enumerat seria printre „Cele mai bune portretizări ale SIDA” cu ocazia celei de-a 25-a comemorări a epidemiei.